# Mons (Hérault)
Mons è un comune francese di 578 abitanti situato nel dipartimento dell'Hérault nella regione dell'Occitania. Si trova a sud del massiccio dell'Espinouse ed è attraversato dal fiume Orb.

## Società

### Evoluzione demografica
Abitanti censiti